# Lago Mamry
Il lago Mamry è un lago della Polonia che ricopre una superficie di 114,875 km² con una profondità massima di 23,4 m.